# Diplopia

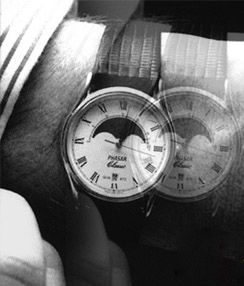
Foto demonstrando como uma pessoa experimenta a diplopia

Diplopia, mais conhecido como visão dupla, é a percepção de duas imagens a partir de um único objeto. As imagens podem estar na horizontal, vertical ou diagonal. Resulta de paralisia temporária, momentânea ou permanente dos músculos oculares.
Os pares de nervos cranianos envolvidos são o oculomotor, troclear e abducente que são responsáveis pelos movimentos extraoculares. O desvio assimétrico dos movimentos oculares resultantes da paralisia ou lesão desses nervos causam a diplopia. Ela pode ser mono-ocular ou binocular.